# Weja Chicampo
Weja Chicampo Puye (ur. 27 grudnia 1955) – polityk z Gwinei Równikowej.
Urodził się w Santa Isabel (dzisiejsze Malabo) w okresie hiszpańskiego panowania kolonialnego. Należy do grupy etnicznej Bubi. Podobnie jak setki tysięcy Gwinejczyków, za rządów prezydenta Macíasa Nguemy zmuszony do emigracji. Edukację zdobywał w większości w Hiszpanii, studiował na Uniwersytecie Malagi. Zaangażował się w działania uchodźczej opozycji, w 1978 utworzył Liga Internacional de Refugiados Bubis (LIRB). Powrócił do Gwinei po zamachu stanu z sierpnia 1979, który wyniósł do władzy Obianga Nguemę Mbasogo.
W 1990 znalazł się wśród założycieli opozycyjnej Convergencia para la Democracia Social (CPDS), wszedł również w skład władz tej formacji. Trzy lata później opuścił CPDS, był jednym z założycieli Movimiento para la Autodeterminación de la Isla de Bioko (MAIB). W wyniku swojej aktywności więziony i poddawany torturom, w 1996 udał się na wychodźstwo, ponownie osiadł w Hiszpanii. Również w 1996 wybrany koordynatorem generalnym MAIB.
Do kraju powrócił, na zaproszenie rządu, w sierpniu 2003. W marcu 2004 ponownie aresztowany, został osadzony w Prisión Playa Negra w Malabo. Uwolniony w czerwcu 2006, ponownie wyemigrował do Hiszpanii, skąd wciąż kieruje MAIB.